# Afrikansk rikse
Afrikansk rikse (tidligere "Kafferrikse") (latin: Rallus caerulescens) er en vandhøne, der lever i det sydlige og østlige Afrika.